# Congregatie Maria Onbevlekte Koningin

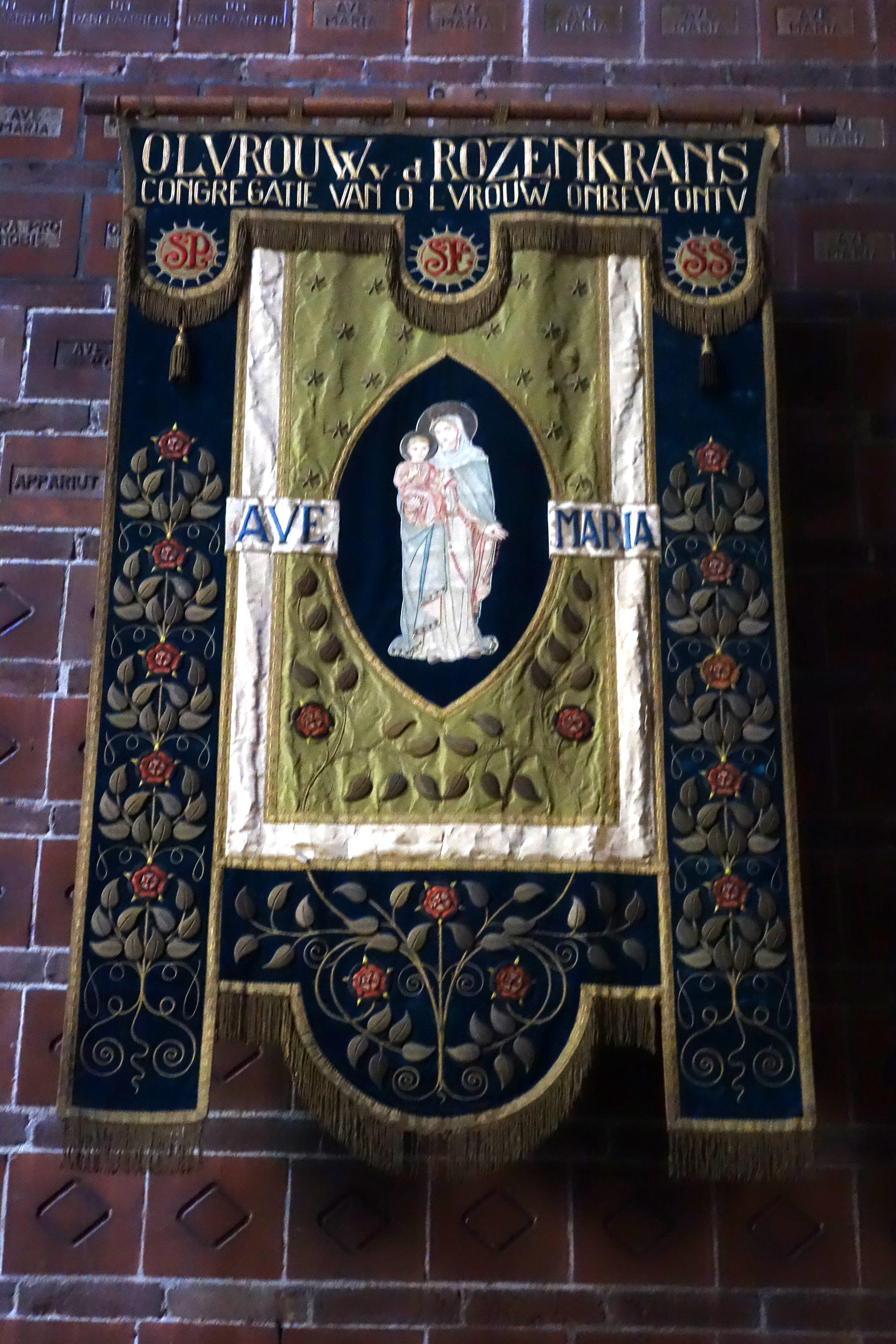
"Congregatie van Onze Lieve Vrouw van de Onbevlekte Ontvangenis" op een banier in de Onze-Lieve-Vrouw-van-Lourdeskerk (Scheveningen)

De Congregatie van Maria Onbevlekte Koningin (Congregation of Mary Immaculate Queen, afgekort CMRI) werd in 1967 in het rooms-katholieke bisdom Boise (Idaho) in de Verenigde Staten met goedkeuring van de bisschop opgericht als religieus instituut. Het doel van de congregatie was het verspreiden van de boodschap van de verschijningen van Onze-Lieve-Vrouw van Fátima.
Sinds circa 1970 is de congregatie sedisvacantistisch, waarbij verschillende traditionalistische priesters steun bieden door het opzetten van kapellen voor het vieren van de Tridentijnse mis.
In de jaren 70 had de congregatie te kampen met schandalen na een controverse rond een ongeoorloofde bisschopswijding van de CMRI-oprichter Francis Schuckhardt. Vanaf 1984 werd orde op zaken gesteld en kwamen een seminarie, zusterklooster en vele kerken en scholen gereed.
De congregatie telt priesters, één bisschop (Mark Pivarunas) en enige tientallen kloosterlingen. Ze is wereldwijd werkzaam, met een centrale vestiging op Mount St. Michael - een voormalig jezuïeten-seminarie - in Spokane (Washington).